# Зборовский, Виктор Эрастович
Ви́ктор Эра́стович Зборо́вский (1889—1944) — офицер Собственного Е. И. В. Конвоя, участник Белого движения, генерал-майор (1921). Во время Второй мировой войны — командир 1-го полка Русского корпуса вермахта, воевавшем против югославских партизан.

## Биография

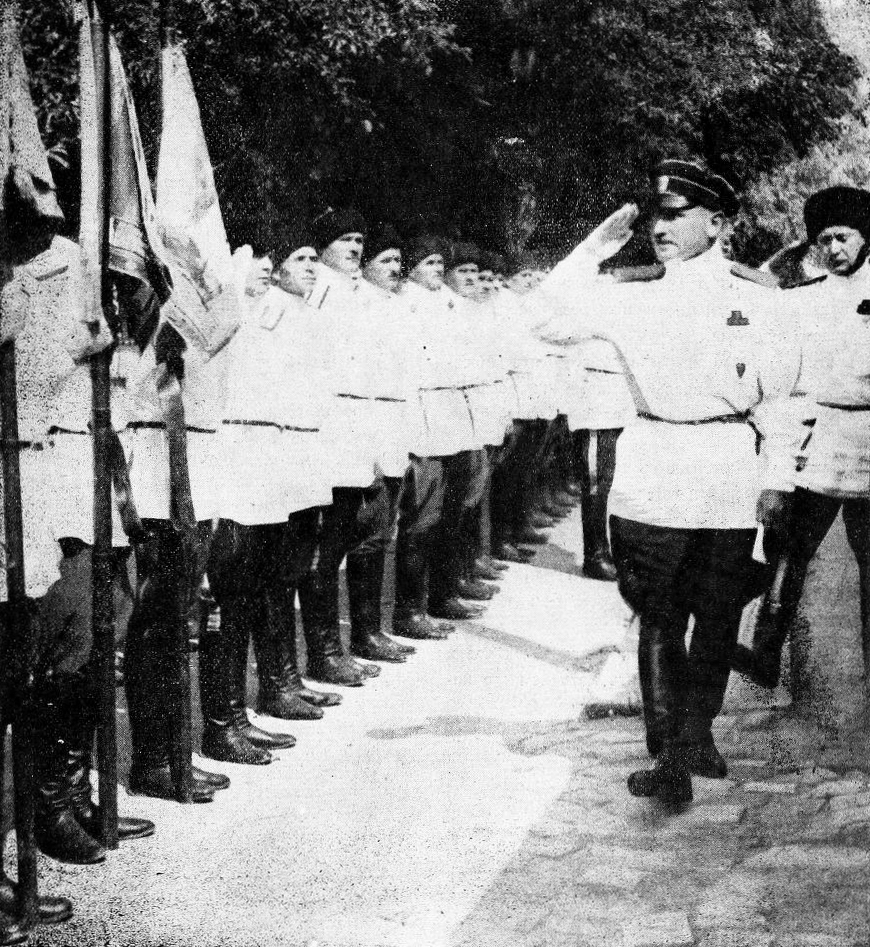
Смотр Дивизиона л.-гв. Кубанских и Терской сотен генералом Зборовским.

Казак станицы Ладожской Кубанского казачьего войска.
Окончил 3-й Московский кадетский корпус (1907) и Николаевское кавалерийское училище (1909), откуда выпущен был хорунжим в Кубанский казачий дивизион.
В 1912 году был переведен в Собственный Е. И. В. Конвой, в составе которого и вступил в Первую мировую войну. Командовал взводом лейб-гвардии 1-й Кубанской казачьей сотни. Высочайшим приказом от 4 октября 1916 года сотник Зборовский был пожалован Георгиевским оружием
За то, что 28-го мая 1916 года, будучи выслан с разведчиками выбрать позицию в 300—400 шагах от окопов противника на открытой местности и подступы к ней на берегу реки Прута против дер. Вама-Зурин для 2-х сотен и 2-х пулеметов 2-го Кизляро-Гребенского полка Терского казачьего войска и 1-й сотни Собственного Его Императорского Величества Конвоя, выполнил задачу отлично, отряд занял позицию ночью, совершенно незаметно для противника, не потеряв ни одного человека. 29-го мая, когда отряд выполнял задачу по поддержке переправы 3-го кавалерийского корпуса через р. Прут у д. Вама, командир корпуса приказал узнать, заняты ли австрийские окопы по левую сторону р. Прута и где наша пехота, что сотник Зборовский и выполнил днем по открытому месту и под огнём противника, при чем в это время был тяжело ранен.
После Февральской революции и переформирования Конвоя в Кубанский и Терский гвардейские казачьи дивизионы, подъесаул Зборовский был перечислен в Кубанский гвардейский казачий дивизион.
С началом Гражданской войны вступил в Добровольческую армию, участвовал в 1-м Кубанском походе в конном отряде полковника Кузнецова. С лета 1918 года служил в Кубанском гвардейском дивизионе (в эмиграции именовался Дивизион лейб-гвардии Кубанских и Терской сотен или Гвардейский дивизион). 26 января 1919 года произведен в есаулы. Весной 1919 года был назначен командиром дивизиона, с производством в полковники. Командовал дивизионом в том числе и в боях под Царицыном. В июле 1919 года был назначен командиром бригады 1-й Кубанской казачьей дивизии, а в декабре — начальником Кавказской горской дивизии. В феврале 1920 года был переведен в конвой Главнокомандующего ВСЮР, а в марте вновь назначен командиром Гвардейского дивизиона. Участвовал в Кубанском десанте в августе 1920, был тяжело ранен. В ноябре 1920 года эвакуировался из Крыма на остров Лемнос.
В эмиграции в Югославии. После переформирования Кубанского корпуса в Кубанскую казачью дивизию в 1921 году был назначен начальником дивизии, с производством в генерал-майоры. Вместе с войсковым старшиной Н. В. Галушкиным сумел сохранить Гвардейский дивизион как строевую воинскую часть. В годы Второй мировой войны служил в Русском корпусе. 26 сентября 1941 года назначен командиром 2-го батальона 1-го полка, а 23 октября того же года — командиром 1-го полка (в чине оберста). Был смертельно ранен в живот в бою под Ново-Село. Награждён Железным крестом 2-го класса. Скончался от ран 9 октября 1944 года в Граце. Похоронен на военном кладбище Граца. 6 февраля 1945 года 1-й полк был переименован в 1-й Казачий генерала Зборовского полк.
Был женат на Евдокии Федоровне Косогор (умерла в 1989 году в США), у них дочь Светлана.